# Instituto de Derecho Internacional
El Instituto de Derecho Internacional (en francés, Institut de Droit International) es una organización dedicada al estudio y desarrollo del derecho internacional, cuyos miembros son los principales abogados internacionalistas del mundo. La organización es habitualmente considerada como la academia mundial de derecho internacional más autorizada. El instituto fue galardonado con el Premio Nobel de la Paz en 1904. El actual secretario general es el profesor argentino Marcelo Kohen.
De acuerdo al artículo 1 de sus Estatutos, se configura como una sociedad científica, carente de cualquier carácter oficial, que tiene como principal propósito promover el desarrollo del derecho internacional a través de distintos cauces: formulando principios generales, colaborando en la codificación del Derecho internacional, contribuyendo a la solución de casos jurídicos especialmente problemáticos o buscando, dentro de sus límites, el mantenimiento de la paz, entre otros.
Se fundó el 8 de septiembre de 1873, en la Sala del Arsenal del Ayuntamiento de Gante, cuando once juristas de renombre decidieron aunar esfuerzos para crear una institución independiente y desvinculada de cualquier gobierno que trabajase en la promoción y desarrollo del Derecho internacional. En 1874 tuvo lugar la primera sesión, en Ginebra (Suiza).

## Historia
El instituto fue fundado por Gustave Moynier y Gustave Rolin-Jaequemyns, junto con otros 9 renombrados abogados internacionales, el 8 de septiembre de 1873 en la Salle de l'Arsenal del Ayuntamiento de Gante en Bélgica. 
Los fundadores de 1873 fueron:
- Pasquale Stanislao Mancini (de Roma), Presidente;
- Emile de Laveleye (de Lieja);
- Tobias Michael Carel Asser (de Ámsterdam);
- James Lorimer (de Edimburgo);
- Wladimir Besobrassof (de San Petersburgo);
- Gustave Moynier (de Ginebra);
- Jean Gaspar Bluntschli (de Heidelberg);
- Augusto Pierantoni (de Nápoles);
- Carlos Calvo (de Buenos Aires);
- Gustave Rolin-Jaequemyns (de Gante);
- David Dudley Field (de Nueva York).

## Organización del IDI
El instituto está formado actualmente por 101 miembros, 33 miembros asociados (entre ellos 7 españoles y 3 argentinos), 8 miembros honorarios (entre ellos el egipcio Butros Butros-Ghali) y 14 miembros eméritos (entre ellos el argelino Mohammed Bedjaoui). Desde 2015, el secretario general del instituto es el argentino Marcelo Kohen. Los miembros, invitados por la organización, son personas que han demostrado un trabajo académico notable en el área del Derecho internacional, y está restringido a aquellos que se consideran libres de presiones políticas. La intención de la organización es tener miembros distribuidos por todo el mundo; están representados más de 100 países diferentes. Algunos de sus miembros son jueces en la Corte Internacional de Justicia, el Tribunal Penal Internacional y el Tribunal del Derecho del Mar.
El instituto organiza congresos bianuales para estudiar el Derecho internacional existente en aquel momento, y se proponen modificaciones allí donde lo consideren. Sus recomendaciones afectan las áreas de los derechos humanos, y las resoluciones pacíficas de conflictos, y siempre bajo la supremacía de la justicia y de la humanidad. Por estos motivos fue galardonado en 1904 con el Premio Nobel de la Paz.
Algunas de las resoluciones más recientes del instituto son por ejemplo las recomendaciones sobre inmunidad hacia la persecución a los jefes de Estado, y la responsabilidad de los gobiernos en los daños al medio ambiente de impacto internacional. Aunque no tienen poder decisivo sobre los gobiernos, ya que se trata de una organización privada, sus recomendaciones se toman con mucho respeto, y a menudo se incluyen en los cuerpos normativos de los tratados internacionales.